# Cannons de Boston
Les Cannons de Boston sont une équipe professionnelle de crosse, basée à Boston dans le Massachusetts. Ils ont dans la Major League Lacrosse entre 2001 et 2019 puis en Premier Lacrosse League depuis 2020. 
Les Cannons de Boston jouaient au Nickerson Field entre 2004 et 2006, depuis ils évoluent dans le Harvard Stadium.

## Histoire
Les Cannons de Boston sont l'une des six équipes originales de la Major League Lacrosse (MLL). La MLL a été fondé par Jake Steinfeld, Dave Morrow, et Tim Robertson. Le président fondateur des Cannons est Matt Dwyer.
De leur saison inaugurale de 2001 à 2003, les Cannons ont joué leurs matchs à domicile au Cawley Memorial Stadium (6 000 places) à Lowell (Massachusetts). En 2004, ils se sont déplacés au Nickerson Field de l'Université de Boston où ils ont joué jusqu'à la saison 2006. En 2007, ils ont déménagé au Harvard Stadium dans le quartier de Allston à Boston, Massachusetts qui est à moins de 3 kilomètres du Nickerson Field et également à moins de 3 kilomètres du siège principal des Cannons situé dans le quartier de Brighton. L'équipe a été qualifiée pour les séries MLL (MLL playoffs) en 2001, 2002, 2003, 2004, 2005, et 2006. Les Cannons ont été champion de l'American Division en 2004 et 2005.
Le 20 mars 2007, les Cannons de Boston ont établi un transfert avec les Bayhawks de Washington. Dans l'échange, les Cannons ont abandonné Connor Gill et Ryan Curtis et en échange ils ont obtenu Michael Powell, Ben DeFelice, et un choix du repêchage 2008.

## Entraîneurs
- Mitch Whiteley, 2001
- Scott Hiller, 2002 à 2005
- Bill Daye, depuis 2006
- John Tucker, 2013 à 2015
- Sean Quirck, depuis 2016